# Dieter Bös
Dieter Bös (* 4. August 1940 in Prag; † 20. Juni 2004 in Bonn) war ein österreichischer Jurist und Wirtschaftswissenschaftler.

## Leben und Forschungsgebiet
Bös studierte zunächst Rechtswissenschaften an der Universität Wien und promovierte 1963 erstmals. Anschließend wandte er sich den Wirtschaftswissenschaften zu und promovierte im Jahre 1968 erneut. Er lehrte an den Universitäten Graz und Wien und folgte 1979 einem Ruf an die Universität Bonn, wo er bis zuletzt Inhaber des Lehrstuhls für Finanzwissenschaften war.
Ab 1973 war Bös Herausgeber der Zeitschrift für Nationalökonomie (ab 1986 Journal of Economics). 1984 war er eines der 27 Gründungsmitglieder der European Economic Association.
Internationale Anerkennung erfuhr Bös insbesondere durch seine Beiträge zur Theorie öffentlicher Unternehmen sowie deren Privatisierung und Regulierung. Hierzu verfasste er mehrere Bücher und veröffentlichte zahlreiche Aufsätze in internationalen Fachzeitschriften.

## Werke
- Public enterprise economics. North-Holland, 1989.
- Privatisation: A Theoretical Treatment. Oxford University Press, 1991.
- Pricing and price regulation: an economic theory for public enterprises and public utilities. Elsevier, 1994.

## Auszeichnungen
- 1967 Theodor-Körner-Preis